# Silke
Silke Hornillos Klein, coneguda com a Silke (Madrid, 6 de febrer de 1974), és una actriu de cinema espanyola que va tenir especial rellevància en la dècada dels anys 1990.

## Biografia
El seu pare, Pelayo Hornillos Fernández de Bobadilla, és un advocat valencià, i la seva mare una traductora alemanya. Té una germana gran, Elke, i un germà petit, Pelayo. Els seus pares es van divorciar quan era petita; ella i els seus germans es van criar amb el seu pare. Després de deixar els estudis en l'últim any, se'n va anar de viatge i entre altres coses va aprendre anglès i va començar a importar plata de l'Índia. Actualment, Silke viu a Eivissa on es dedica al disseny i venda de roba dissenyada per ella mateixa, està casada i té una filla.

## Carrera
Va començar en el món cinematogràfic en un paper menor de Orquesta Club Virginia. La seva oportunitat va arribar després d'apuntar-se al Laboratori Teatral William Layton de Madrid, i sobretot en passar la prova per a la pel·lícula Tierra de Julio Medem. Va fer de protagonista a Hola, ¿estás sola? d'Icíar Bollaín i continuà amb Tengo una casa. Després d'això va decidir descansar per un temps.
Després d'aquest parèntesi, va treballar en un curt anomenat Miranda hacia atrás i en una pel·lícula argentina, Diario para un cuento. Va participar en diversos anuncis, per a una coneguda marca de compreses (al costat de Rossy de Palma), una coneguda marca de cotxes i aliments d'Andalusia. Va obrir una botiga de moda amb la seva pròpia marca de roba, Drumbalo. Després d'una llarga pausa, Silke va tornar al cinema, amb la pel·lícula ¿Tú qué harías por amor?. Després vindrien Kilómetro cero, Almejas y mejillones, Tuno negro, Cámara oscura, Iris i La hora fría. Des de 2007 no ha tornat a fer cinema.

## Filmografia
- La hora fría (2007)
- Al otro lado (2005)
- Iris (2004)
- Sex (2003)
- Cámara oscura (2003)
- Sansa (2003)
- Tre mogli (2001)
- Tuno negro (2001)
- ¿Tú qué harías por amor? (2001)
- Dentro (2001)
- Felicidades (2000)
- Almejas y mejillones (2000)
- Km. 0 (2000)
- La cartera (2000)
- Diario para un cuento (1998)
- Black (1998)
- Miranda hacia atrás (1997)
- Tierra (1996)
- Tengo una casa (1996)
- Hola, ¿estás sola? (1995)
- Orquesta Club Virginia (1992)

## Premis i nominacions
XI Premis Goya
| Any  | Categoria               | Pel·lícula | Resultat |
| ---- | ----------------------- | ---------- | -------- |
| 1997 | Millor actriu revelació | Tierra     | Nominada |